# Entre Douro e Minho
Entre Douro e Minho je portugalska povijesna pokrajina koja je obuhvaćala portugalsko sjeverno atlantsko priobalje ozmeđu rijeka Doura i Minha. 
Suvremenici su ju često nazivali "Minhom". Bila je jedna od šest pokrajina na koje je Portugal obično bio podijeljen za vrijeme 19. i 20. stoljeća, iako te pokrajine nikad nisu bile oslužbenjenog statusa od strane vladajućih upravnih tijela.
Kada se podijelilo Portugal na službene pokrajine 1936., Entre Douro e Minho je podijeljen na Douro Litoral i Minho. 
U današnjim mjerilima, ova pokrajina bi obuhvaćala okruge Bragu, Porto i Vianu do Castelo, zajedno s četirima općinama okruga Aveira, i dviju iz okruga Viseu.

## Vanjske poveznice
- Stranica s pov. portug. zemljovidima  Arhivirana inačica izvorne stranice od 9. lipnja 2007. (Wayback Machine)